# 小田急リゾーツ
株式会社小田急リゾーツ（おだきゅうリゾーツ）は、箱根を中心にホテルやレストランを経営する小田急グループの企業。
2008年6月、社名を国際観光株式会社から改めた。なお、国際観光バス及び国際興業観光バスとは無関係である。

## 運営するホテル・温泉施設
- 神奈川県
  - 小田急山のホテル（足柄下郡箱根町）
  - 箱根ハイランドホテル（足柄下郡箱根町）
  - ホテルはつはな（足柄下郡箱根町）
  - 小田急ホテルセンチュリー相模大野（相模原市） - 相模大野駅構内
    - 2021年9月1日に総合型シティホテルから宿泊特化型ホテルへ業態変更[1]。

  - 小田急ステーションホテル本厚木（厚木市）（2013年4月12日開業） -  本厚木駅構内
    - 小田急厚木ホテル（厚木市・2012年7月31日営業終了）[2]

  - 箱根湯寮（足柄下郡箱根町）
    - 日帰り温泉施設。「箱根ベゴニア園」跡地に建設。建物はベゴニア園時代の「ひめしゃらの湯」を改装の上利用している。

  - 箱根ゆとわ（足柄下郡箱根町）
- 静岡県
  - HOTEL CLAD（ホテル クラッド）（御殿場市）
    - 御殿場プレミアム・アウトレットの第4期増設エリアに新設[3]。

  - 木の花の湯（このはなのゆ）（御殿場市）
    - 日帰り温泉施設。HOTEL CLADに併設[3]。

## 運営するレストラン
- 神奈川県
  - 箱根カントリー倶楽部レストラン（足柄下郡箱根町）
  - ポーラ美術館レストラン（足柄下郡箱根町）
  - 箱根カフェ（足柄下郡箱根町） -  箱根湯本駅構内

## プロ野球
親会社の小田急電鉄は1950年のプロ野球2リーグ分割に乗じて参入する計画があったが、断念して代わりに日本国有鉄道が参入している（国鉄スワローズ）。だが、小田急グループ自体はプロ野球に全く縁が無かったわけではなく、小田急リゾーツの前身・国際観光の時代に1950年中に女子球団「パールス」を創設、数か月だけ運営していた時期があった。